# عشق ستمکار
عشق ستمکار (به انگلیسی: Cruel, Cruel Love) فیلمی کوتاه و صامت، به کارگردانی جورج نیکولز با بازی چارلی چاپلین و تولید سال ۱۹۱۴ است. این فیلم برای ۵۰ سال در دسترس نبود.

## داستان
چارلی چیزی می‌نوشد ولی فکر می‌کند مشروب نوشیده. او عذاب وجدان می‌گیرد و خود را در جهنم فرض می‌کند؛ اما وقتی می‌فهمد این یک شوخی بوده، با همه درگیر می‌شود.

## بازیگران
- چارلی چاپلین
- ادگار کندی
- مینتا دارفی - بانو
- اوا نلسون - خدمتکار